# Pseudocrossocheilus tridentis
Pseudocrossocheilus tridentis är en fiskart som först beskrevs av Xiaolong Cui och Chu, 1986.  Pseudocrossocheilus tridentis ingår i släktet Pseudocrossocheilus och familjen karpfiskar. Inga underarter finns listade i Catalogue of Life.